# Pallacanestro ai Giochi della XXVII Olimpiade - Torneo femminile

## Risultati

### Fase a gironi

#### Gruppo A
| Squadra    | P.ti | G | V | P | PF  | PS  |
| ---------- | ---- | - | - | - | --- | --- |
| Australia  | 10   | 5 | 5 | 0 | 394 | 264 |
| Francia    | 9    | 5 | 4 | 1 | 338 | 287 |
| Brasile    | 7    | 5 | 2 | 3 | 358 | 323 |
| Slovacchia | 7    | 5 | 2 | 3 | 294 | 292 |
| Canada     | 7    | 5 | 2 | 3 | 283 | 317 |
| Senegal    | 5    | 5 | 0 | 5 | 199 | 383 |

#### Gruppo B
| Squadra       | P.ti | G | V | P | PF  | PS  |
| ------------- | ---- | - | - | - | --- | --- |
| Stati Uniti   | 10   | 5 | 5 | 0 | 436 | 312 |
| Russia        | 8    | 5 | 3 | 2 | 398 | 325 |
| Corea del Sud | 8    | 5 | 3 | 2 | 382 | 357 |
| Polonia       | 8    | 5 | 3 | 2 | 327 | 339 |
| Cuba          | 6    | 5 | 1 | 4 | 318 | 358 |
| Nuova Zelanda | 5    | 5 | 0 | 5 | 265 | 435 |

### Fase finale

#### Piazzamenti 9º-12º posto
Spareggio 11º-12º posto
| Squadra 1 | Risultato | Squadra 2     |
| --------- | --------- | ------------- |
| Senegal   | 69-72     | Nuova Zelanda |

Spareggio 9º-10º posto
| Squadra 1 | Risultato | Squadra 2 |
| --------- | --------- | --------- |
| Canada    | 58-67     | Cuba      |

#### Quarti di finale
| Squadra 1   | Risultato | Squadra 2     |
| ----------- | --------- | ------------- |
| Australia   | 76-48     | Polonia       |
| Russia      | 67-68     | Brasile       |
| Francia     | 59-68     | Corea del Sud |
| Stati Uniti | 58-43     | Slovacchia    |

#### Piazzamenti 5º-8º posto
Spareggio 7º-8º posto
| Squadra 1  | Risultato | Squadra 2 |
| ---------- | --------- | --------- |
| Slovacchia | 64-57     | Polonia   |

Spareggio 5º-6º posto
| Squadra 1 | Risultato | Squadra 2 |
| --------- | --------- | --------- |
| Francia   | 71-59     | Russia    |

#### Semifinali
| Squadra 1     | Risultato | Squadra 2   |
| ------------- | --------- | ----------- |
| Brasile       | 52-64     | Australia   |
| Corea del Sud | 65-78     | Stati Uniti |

#### Finali
3º-4º posto
| Sydney 30 settembre 2000, ore 18:00 | Corea del Sud | 73 – 84 (d.1t.s.) (34-30, 65-65) referto | Brasile | Sydney Super Dome |

1º-2º posto
| Sydney 30 settembre 2000, ore 20:00 | Stati Uniti | 76 – 54 (43-30) referto | Australia | Sydney Super Dome |

## Classifica finale
| Campione olimpico | Campione olimpico | Campione olimpico | Campione olimpico |
| --- | ----------------- | --- | ----------------- |
| Stati Uniti4 Edwards, 5 Staley, 6 Bolton, 7 Swoopes, 8 Milton-Jones, 9 Leslie, 10 Holdsclaw, 11 Wolters, 12 Williams, 13 Griffith, 14 Smith, 15 McCray, All. Nell Fortner |                   | |                   |
| Argento | Australia         | Australia4 Hill, 5 Burgess, 6 Brondello, 7 Timms, 8 Sandie, 9 Fallon, 10 Harrower, 11 Jackson, 12 Boyd, 13 Whittle, 14 Sporn, 15 Brogan, All. Tom Maher                               |                   |
| Bronzo | Brasile           | Brasile4 Claudinha, 5 Helen, 6 Adriana, 7 Adrianinha, 8 Lilian, 9 Janeth, 10 Zaine, 11 Marta Sobral, 12 Silvinha, 13 Alessandra, 14 Cíntia Tuiú, 15 Kelly, All. Antônio Barbosa       |                   |
| 4. | Corea del Sud     | Corea del Sud4 Lee M., 5 Jeon, 6 Kim, 7 Lee E., 8 Jang, 9 Wang, 10 Yang, 11 Park, 12 Kang, 13 Lee J., 14 Jeong S., 15 Jeong E., All. Yu Su-jong                                       |                   |
| 5. | Francia           | Francia4 Savasta, 5 Le Dréan, 6 Melain, 7 Lawson, 8 Souvré, 9 Sauret, 10 Lesdema, 11 Vivenot, 12 Tonnerre, 13 Fijalkowski, 14 Moussard, 15 Antibe, All. Alain Jardel                  |                   |
| 6. | Russia            | Russia4 Nikonova, 5 Pšikova, 6 Kušč, 7 Artešina, 8 Abrosimova, 9 Skopa, 10 Chudašova, 11 Stepanova, 12 Sumnikova, 13 Šakirova, 14 Zasul'skaja, 15 Archipova, All. Evgenij Gomel'skij  |                   |
| 7. | Slovacchia        | Slovacchia4 Libičová, 5 Frniaková, 6 Kotočová, 7 Žirková, 8 Poláková, 9 Godályová, 10 Hiráková, 11 Kováčová, 12 Kalistová, 13 Lichnerová, 14 Huťková, 15 Gyurcsi, All. Ľubomír Doušek |                   |
| 8. | Polonia           | Polonia4 Cupryś, 5 Szymańska-Lara, 6 Koryzna, 7 Wróbel, 8 Nowak, 9 Mądra, 10 Bukowska, 11 Wlaźlak, 12 M. Dydek, 13 Czepiec, 14 K. Dydek, 15 Wielebnowska, All. Tomasz Herkt           |                   |
| 9. | Cuba              | Cuba4 Víctores, 5 Seino, 6 Plutín, 7 Herrera, 8 Soria, 9 Suero, 10 León, 11 Martínez, 12 Henry, 13 Castillo, 14 Hechavarría, 15 Enríquez, All. José Ramírez                           |                   |
| 10. | Canada            | Canada4 Hendry, 5 Karch, 6 Bouchard, 7 Johnson, 8 Blakebrough, 9 Kleindienst, 10 Dales, 11 Norman, 12 Brassard, 13 Boucher, 14 McNichol, 15 Sutton-Brown, All. Bev Smith              |                   |
| 11. | Nuova Zelanda     | Nuova Zelanda4 Walker, 5 Cotton, 6 Colling, 7 Daly, 8 Compain, 9 Loffhagen, 10 G. Farmer, 11 Tupu, 12 S. Farmer, 13 Ofsoski, 14 Patterson, 15 L'Ami, All. Carl Dickel                 |                   |
| 12. | Senegal           | Senegal4 Paye, 5 Cissé, 6 Ngom, 7 Guèye, 8 Fall, 9 Diop, 10 Diakhaté, 11 Lo, 12 F. Ndiaye, 13 Diouf, 14 A. Ndiaye, 15 Mbengue, All. Ousseynou Ndiaga Diop                             |                   |